# Altrussischer Kalender

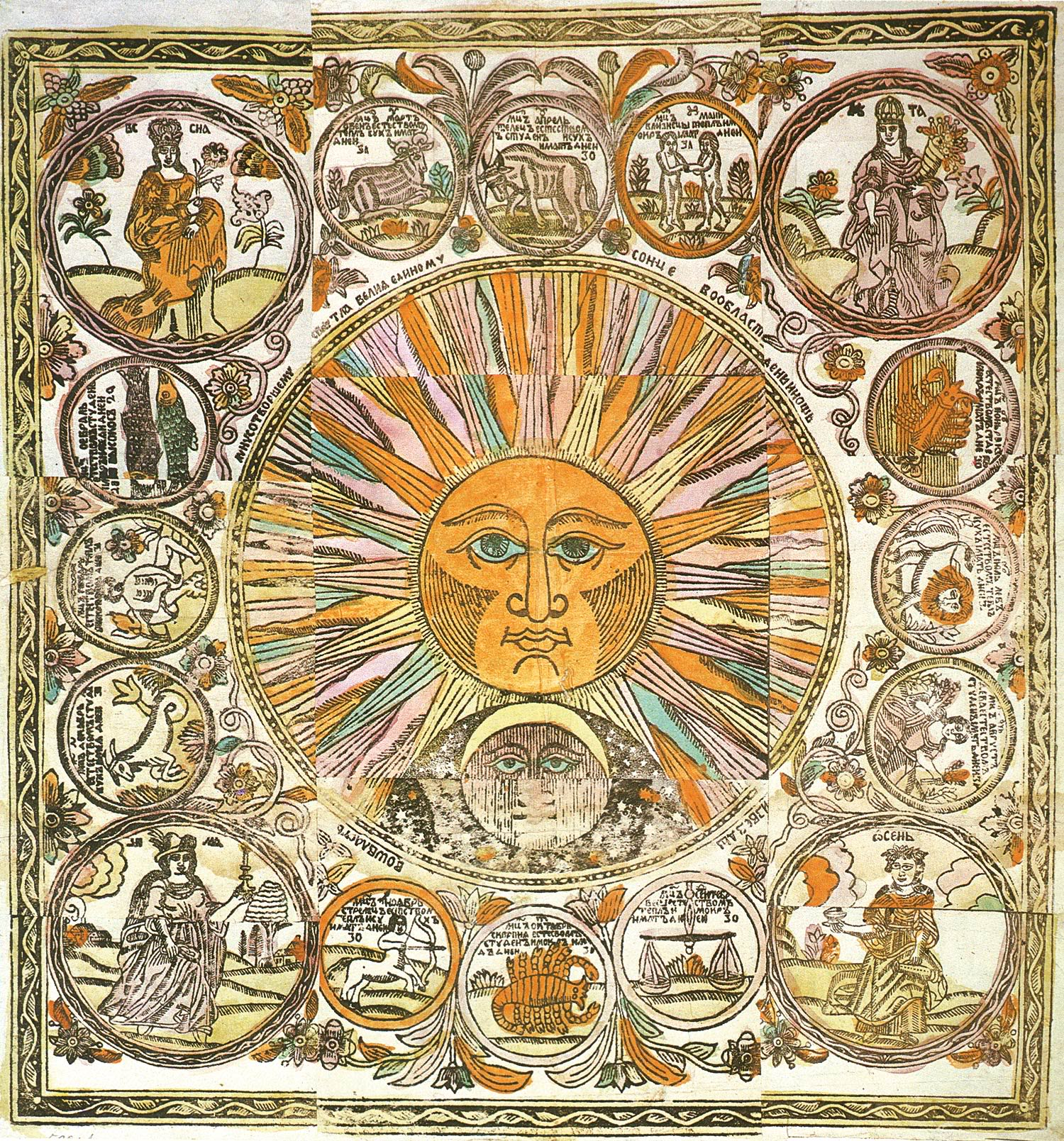
Jahreskreis (Zodiak), 17./18. Jahrhundert

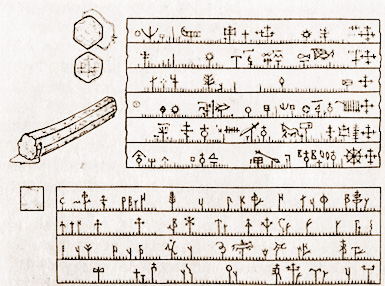
Traditioneller Kalender in Weißrussland, 17. Jahrhundert

Altrussischer Kalender war die Bezeichnung für verschiedene Kalender im alten Russland und der Kiewer Rus.

## Geschichte
Über die Kalender der frühen Kulturen im ostslawischen Gebiet gibt es nur wenige Informationen. Die Einteilung richtete sich vor allem nach dem Mond (mesjaz für Monat leitete sich von Mond ab). Es wurden aber auch Feste zur Sommer- und Wintersonnenwende begangen (z. B. Vorläufer des Iwan-Kupala-Tags). Der Jahresanfang war im März nach dem ersten Frühjahrsvollmond.
Wahrscheinlich seit dem späten 10. Jahrhundert wurde mit der Christianisierung der byzantinische Kalender in der Kiewer Rus übernommen. Dieser entsprach dem Julianischen Kalender und zählte seit der angenommenen Erschaffung der Welt am 1. September 5508 v. Chr. Der Kiewer Kalender begann mit der Jahreszählung dagegen erst am 1. März und damit ein halbes Jahr später (Märzstil). Seit dem 13. Jahrhundert wurde der Beginn des jeweiligen Jahres auf ein halbes Jahr vor dem byzantinischen gelegt (Ultramärzstil).
1492 wurde der Jahresbeginn auf den 1. September verschoben.
Zar Peter I. änderte 1699 die Jahresrechnung auf die nach Christi Geburt wie in Mittel- und Westeuropa und verschob den Jahresanfang auf den 1. Januar. So folgte auf den 31. Dezember 7208 der 1. Januar 1700 (11. Januar nach dem gregorianischen Kalender). Der Rat der Volkskommissare unter Lenin führte per Dekret vom 25. Januarjul. / 7. Februar 1918greg. den „westeuropäischen“ (gregorianischen) Kalender ein, auf den 31. Januar folgte der 14. Februar 1918. Die russisch-orthodoxe Kirche hält bis heute am alten Julianischen Kalender fest.
Von 1929 bis 1940 galt in der Sowjetunion ein Revolutionskalender, der erst aus einer 5-Tage-Woche, dann einer 6-Tage-Woche bestand.